# Csanády György
Csanády György (Székelyudvarhely, 1895. február 23. – Budapest, 1952. május 3.) költő, újságíró, rádiórendező.

## Életútja
A székelyudvarhelyi református kollégiumban érettségizett 1913-ban. A budapesti Kereskedelmi Akadémián szerzett oklevelet, de nem a szakmájából, hanem az irodalomból élt. Az I. világháborúban katonaként megsebesült. Magyarországra költözött, és 1920-21-ben ötödmagával megalakította a Székely Egyetemi és Főiskolai Hallgatók Egyesületét.
Ő írta 1921-ben a Mihalik Kálmán által megzenésített későbbi székely himnusz szövegét. 1926-tól az Új élet, 1927-től a Híd című lap szerkesztője volt. 1928-tól, a Magyar Rádió munkatársaként rádiórendezéssel és hangjátékírással foglalkozott. Egyike volt e műfaj első magyarországi művelőinek. 1940-ben INRI című drámáját bemutatta a Nemzeti Színház. 1941-ben a Helyszíni Közvetítések Osztály vezetőjévé nevezték ki. 1943-tól 1948-ig a Magyar Rádió főrendező-helyettese volt.
Budapesten, 1952. május 3-án halt meg. A Farkasréti temetőben temették el, de később – végakarata szerint – hamvait Székelyudvarhelyen, a belvárosi református  temetőben, a családi sírban helyezték el.

## Főbb művei
- Az évek (versek, Budapest, 1922)
- Álmok (versek, Budapest, 1926)
- Ének 1923–1930 (versek, Budapest, 1934)